# Ruben Boykin
Ruben Eugene Boykin jr. (* 20. Juni 1985 in Inglewood, Kalifornien) ist ein US-amerikanischer Basketballspieler. Nach dem Studium in seinem Heimatland begann Boykin eine professionelle Karriere, in der er zunächst in Polen, drei Jahre in der damaligen zweiten italienischen Spielklasse Legadue sowie in Griechenland spielte. Ab 2013 spielte er zwei Jahre in der japanischen bj league, bevor er zur Basketball-Bundesliga 2015/16 in die höchste deutsche Spielklasse zur BG Göttingen wechselte, für die in der Vorsaison bereits sein zwei Jahre jüngerer Bruder Jamal Boykin aktiv gewesen war. Ein Jahr zuvor hatte sich ein Wechsel von Ruben zum deutschen Erstligisten MHP Riesen Ludwigsburg noch zerschlagen.

## Karriere
Boykin ging aus dem Los Angeles County zum Studium in den Nachbarstaat Arizona an die Northern Arizona University in Flagstaff, wo er von 2003 bis 2007 für die Lumberjacks genannte Hochschulmannschaft in der Big Sky Conference der National Collegiate Athletic Association (NCAA) spielte. In vier Collegespielzeiten erreichte Boykin bis auf 2005 dreimal das Endspiel des Finalturniers der Conference, das jedoch jeweils 2004 gegen die EWU Eagles, 2006 im Heimspiel gegen die Montana Grizzlies und 2007 gegen die Weber State Wildcats verlorenging. Durch die Finalniederlagen verpassten die Lumberjacks jeweils knapp die Teilnahme an der landesweiten NCAA-Endrunde. Nach dem Gewinn der „Big Sky Regular Season“ 2006 verlor man das Erstrundenspiel im National Invitation Tournament gegen die Delaware State Hornets. Individuell wurde Boykin zweimal in das Big Sky First Team der fünf besten Conference-Spieler einer Saison berufen und erreichte in 16 der 30 Saisonspiele als Senior ein Double-Double. Dies reichte aber nicht, um in der Entry Draft der am höchsten dotierten Profiliga NBA ausgewählt zu werden.
Boykin begann 2007 trotzdem eine professionelle Karriere und ging nach Europa, wo er in Ostrów Wielkopolski für den Verein Atlas Stal in der höchsten polnischen Spielklasse PLK spielte. Die Mannschaft verbesserte sich auf den fünften Hauptrundenplatz, schied aber im Play-off-Viertelfinale um die Meisterschaft gegen den Vorjahresdritten Śląsk Wrocław aus. Während sein ehemaliger Mannschaftskamerad vom College, der kanadische Nationalspieler Kyle Landry, anschließend ebenfalls seine Profi-Debütsaison in Polen spielen sollte, wechselte Boykin zur folgenden Saison in die damalige zweithöchste italienische Spielklasse Legadue, wo er für Aurora Fileni aus Jesi bis Januar 2010 spielte. Die Mannschaft, die 2008 als Play-off-Finalist nur knapp am Aufstieg in die höchste Spielklasse gescheitert war, büßte als Hauptrundensechster bereits in der ersten Play-off-Runde 2009 alle Chancen auf einen Aufstieg ein. Nach einem schlechten Saisonstart wechselte Boykin im Januar 2010 schließlich zum Ligakonkurrenten aus Pavia, der am Saisonende auf dem zwölften Platz zwar drei Plätze vor dem Vorletzten Jesi lag, aber wegen finanziellen Problemen die Lizenz zurückgeben musste, was Jesi unter anderem zum Klassenerhalt verhalf. Für die folgende Saison blieb Boykin in der Lombardei und wechselte zum Drittletzten UC Assigeco aus Casalpusterlengo, für den er jedoch nur zehn Einsätze absolvieren konnte. Der Verein verbesserte sich zwar auf den elften Platz, musste aber anschließend ebenfalls seine Lizenz zurückgeben.
In der Saison 2011/12 spielte Boykin für den griechischen Erstligisten Kolossos auf Rhodos in der A1 Ethniki unter anderem zusammen mit Marcus Hatten, der wie Boykin zuvor in der Legadue und später auch in der deutschen Basketball-Bundesliga spielen sollte. Der Vorjahresachte Kolossos erreichte auf dem dritten Hauptrundenplatz seine bislang beste Platzierung in der höchsten Spielklasse, verlor aber die Halbfinalserie um die Meisterschaft gegen den bisherigen Serien- und Rekordmeister Panathinaikos Athen. Trotz der Niederlage in der Play-off-Serie um den dritten Platz gegen Panionios Athen konnte sich der Verein damit sportlich erstmals für einen internationalen Vereinswettbewerb qualifizieren. Der Verein verzichtete auf eine Teilnahme am Eurocup und auch Boykin verließ Griechenland und wechselte zur folgenden Saison zurück in die PLK, wo er für Anwil aus Włocławek spielte. Anwil erreichte als Fünfter die Play-offs, in denen man in der ersten Runde den Titelverteidiger und neunmaligen Serienmeister Asseco Prokom Gdynia bezwingen und endgültig vom Thron stoßen konnte. Vor Prokom Gdynia/Sopot, deren finanzielle Unterstützung durch Sponsoren zurückgefahren worden war, war passenderweise 2003 Anwil selbst der letzte Verein gewesen, der einen polnischen Meistertitel erringen konnte. In der folgenden Halbfinalserie verlor Anwil jedoch gegen den Hauptrundenersten und neuen Titelgewinner Turów Zgorzelec.
Zur Saison 2013/14 wechselte Boykin nach Japan in die bj league, wo bereits sein zwei Jahre jüngerer Bruder Jamal kurzzeitig 2012 gespielt hatte. Mit den Northern Happinets aus Akita erreichte er die bis dahin beste Bilanz des Vereins, der seit 2010 der Liga angehört, und beim Final-Four-Turnier der Liga das Finale, das gegen die Ryuku Golden Kings jedoch verlorenging. Boykin erreichte als bester Rebounder der Liga gut 13 Rebounds pro Spiel und unterschrieb anschließend in Deutschland einen Vertrag bei den MHP Riesen Ludwigsburg, deren Trainer John Patrick und Trainerassistent Takumi Ishizaki ebenfalls zuvor bereits in Japan gearbeitet hatten. Noch vor Saisonbeginn löste man diesen Kontrakt im September 2014 und Boykin kehrte zu den Northern Happinets nach Japan zurück, die sich um einen Sieg verbessern konnten und die Eastern Division der Liga gewannen. In den Play-offs verlor man beim Final Four erneut das Finalspiel, diesmal knapp mit zwei Punkten Unterschied gegen Hamamatsu Higashimikawa Phoenix. Anschließend unternahm Ruben Boykin einen erneuten Anlauf in der deutschen Basketball-Bundesliga und wechselte zur BG Göttingen, bei der zuvor sein Bruder Jamal aktiv gewesen war, der aber seinerseits in die bj league nach Japan wechselte.

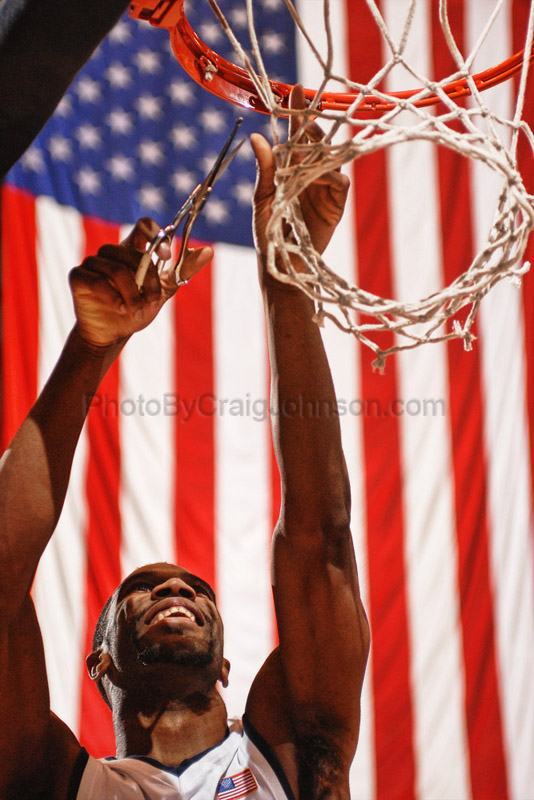